# Pěnčín (Olomouc)
Pěnčín é uma comuna checa localizada na região de Olomouc, distrito de Prostějov.